# Martin Peterka
Martin Peterka (Pardubice, 12 gennaio 1995) è un cestista ceco.

## Carriera
Con la Rep. Ceca ha disputato i Giochi olimpici di Tokyo 2020, i Campionati mondiali del 2019 e due edizioni dei Campionati europei (2017, 2022).

## Palmarès
- Campionato ceco: 5

ČEZ Nymburk: 2015-2016, 2016-2017, 2017-2018, 2018-2019, 2019-2020
- Coppa della Repubblica Ceca: 4

ČEZ Nymburk: 2017, 2018, 2019, 2020